# 先锋站 (湖南省)
先锋站（规划建设阶段曾称中信新城站）是长株潭城际铁路上的一个车站，位于长沙市天心区内107国道与芙蓉南路交叉口东侧，2016年12月26日开通。本站是长株潭城际铁路在树木岭隧道以南的第一个地上车站，紧邻长沙地铁1号线中信广场站。

## 车站结构

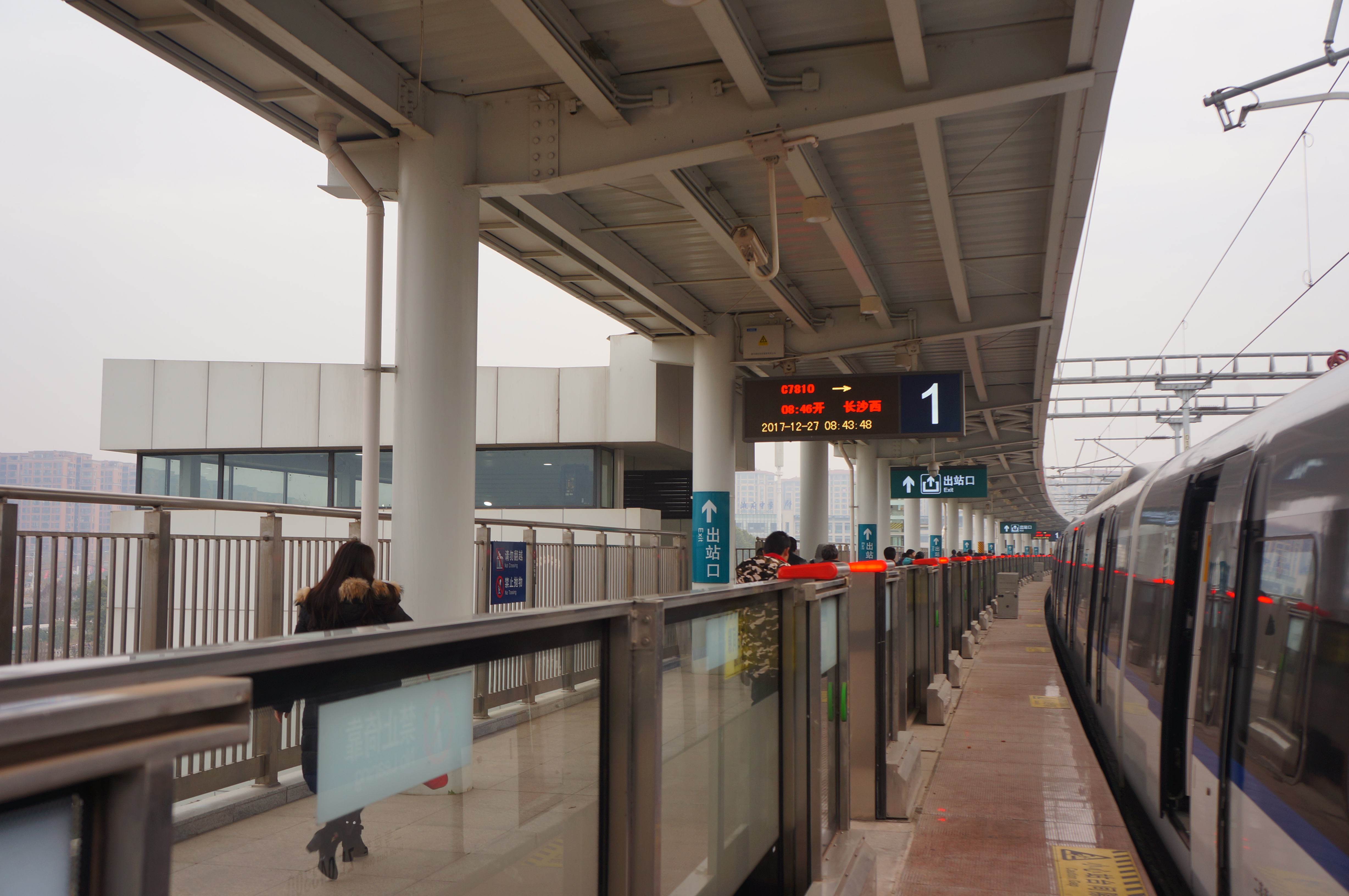
先锋站1站台

先锋站为高架车站。股道架空于车站二层，站台配置为二台二线，不设到发线，股道和站台间有半高屏蔽门隔离以保障安全。候车室、售票处位于车站一层，候车室设有150多个座位，售票处设有3个人工售票窗口、三台自动售（取）票机。车站采取“先安检、后购票候车、再验证检票上车”的模式。
| 高架二层 | 侧式月台，左边车门将会开启 | 侧式月台，左边车门将会开启                   |
| 高架二层 | 1站台                      | 长株潭城际铁路往长沙方向（洞井站）           |
| 高架二层 | 2站台                      | 长株潭城际铁路往株洲南、湘潭方向（芙蓉南站） |
| 高架二层 | 侧式月台，左边车门将会开启 |                                              |
| 地面     | 客运区                     | 售票机、候车室、出入口、卫生间               |
| 地面     | 联外区 （建设中）          | 公交站、站前广场                             |
| 地下一层 |                            | 地下停车场                                   |

此外，由于该站站台间隙较大，车站和列车都会特别广播小心间隙的提示。
车站分有进站口A、B，出于实际运营需要，先锋站只开放了进站口A（即靠近中信广场站的进站口），但是出站口A、B均开放。

### 站前广场
先锋站设有两个站前广场，其中东侧广场铺装及绿化已完成，西广场尚未完工，进站通道被施工围挡。西广场正在建设P+R停车场和绿化带，停车场位于广场地下一层和两层、设有378个车位。全部工程预计于2017年底前完成。

## 利用状况
先锋站位于中信新城附近，紧临长沙地铁中信广场站，附近有奥特莱斯、环宇城两个大型购物中心，因此车站在日间客流比较大，在整条长株潭城际铁路中客流仅次于长沙站。除了长沙本地的客流外，还有来自线路连接的株洲、湘潭的购物流。在2017年的元旦假期中，先锋站客流持续增长。因为车站在开通初期停靠车次较少，大量的客流使得车站的候车大厅在日间时段基本座无虚席，同时也使得检票进站的过程非常匆忙。

## 接驳交通

### 地铁
长沙地铁中信广场站位于先锋站西侧，有南北向的长沙地铁1号线经过。离先锋站最近的地铁出入口为地铁站东南侧的3号口。但由于先锋站西广场尚在施工中，两站往来需从城际站东侧绕行。

### 公交
先锋站开通后，因周边并无直接的公交接驳导致乘客转乘不便。对此，长沙市交通运输局表示，将在包括先锋站在内的8个长株潭城际铁路车站周围设立公交场站，并保证每个城铁站至少有2条以上的公交线路接驳。先锋站的公交站为先锋城铁站。
- 先锋城铁站公交车接驳站：

除此之外，先锋站的公交接驳车站还有：
- 湘府中学站：15路;23路;140路;206路;209路;802路;长株潭101路
- 芙蓉南路韶山路口站：15路;125路;134路;206路;209路
- 友阿奥特莱斯站：23路

## 车站周边
- 先锋村
- 友阿奥特莱斯
- 先锋小学
- 中信新城
- 中信文化广场雅居
- 托子冲
- 长郡湘府中学
- 地铁 
 1号线中信廣場站